# 나이트라아마이드
나이트라아마이드(Nitramide)는 분자식 H2NNO2를 지닌 화합물이다. 나이트로마이드의 유기 파생물인 RNHNO2는 나이트로아민이며 RDX와 HMX 등의 폭발물에 널리 사용된다.

## 구조
나이트라아마이드 분자는 니트로기(-NO2)에 결합된 아민기(-NH2)이다. 기체 상태에서 비평면 상태인 것으로 보고되었으나 결정 상태에서는 평면이다.

## 합성
Thiele과 Lachman의 나이트라아마이드의 처음 합성은 potassium nitrocarbamate의 가수분해를 수반하였다:
K2(O2NNCO2) + 2H2SO4 → O2NNH2 + CO2 + 2KHSO4